# Domousnice
Domousnice es una localidad del distrito de Mladá Boleslav en la región de Bohemia Central, República Checa, con una población estimada a principio del año 2018 de 248 habitantes. 
Se encuentra ubicada al noreste de la región y de Praga, cerca del río Jizera —un afluente derecho del curso alto del río Elba— y de la frontera con la región de Liberec.